# 후궁한
"후궁한"(後宮恨)은 한국에서 제작된 박옥상 감독의 1987년 영화이다. 장일도 등이 주연으로 출연하였다.

## 출연

### 주연
- 장일도
- 이영희

## 기타
- 조명: 조길수
- 녹음: 유창국